# Yourself and Yours
Yourself and Yours (당신 자신과 당신의 것, Dangsinjasingwa dangsinui geot) és una pel·lícula sud-coreana dirigida per Hong Sang-soo, estrenada l'any 2016. Estrenada a l'estat espanyol amb el títol Lo tuyo y yo

## Argument
Yeong-soo i Min-jeong, a la quarantena, sense ocupació notable, viuen en parella, a casa d'ell. La seva relació es marceix des que han decidit deixar de beure. Ella beu sense ell en un cert mono de la beguda. Després d'una escena, decideix deixar-ho, i tornar a viure sola. Pateix per aquesta separació, ho testifica un dolor a la cama, que exigeix una gran bena, crosses, i arrossega una mena de depressió. Mentre ell la busca, i creu trobar-la, somia en una recuperació, i va més sovint a un bar a llegir una novel·la i a beure una mica. Un home disponible s'interessa en ella, i comença una relació tensa. Creu que és la seva germana, i no pot tenir cap record. Es tornen a veure, a continuació se separen. Un altre home, cineasta, disponible... Finalment, Yeong-soo acaba per trobar-la, i accepta el seu joc o la seva amnèsia. I tornen com si fos la primera vegada. Individus, aïllats, sols, absents, viuen malament la falta de relació, es creuen, sense recordar, sense esperança de futur, al present, a les palpentes, «borratxos d'amors i de virtualitats» (Mathieu Macheret).

## Repartiment
- Kim Ju-hyuk: Yeong-soo
- Lee You-young: Min-jeong

## Rebuda
Premis
- 2016: Festival de San Sebastià: Millor director

Crítica
- "[Hong Sang-soo] amb aquesta obra segueix engrossint una de les filmografies més personals i imprescindibles del present segle. (...) Puntuació: ★★★★ (sobre 5)"[2]
- "Una al·legoria sàvia i delicadament absurda sobre la millor manera d'abordar les relacions."[3]
- "Hong té una veu distintiva i una trajectòria interessant, però el seu últim exercici de extravagància fílmica és només per a fans acèrrims indulgents.[4]